# Digitale Schnittstelle der Finanzverwaltung für Kassensysteme
Die Digitale Schnittstelle der Finanzverwaltung für Kassensysteme (kurz: DSFinV-K) ist eine von den deutschen Finanzbehörden vorgeschriebene digitale Schnittstelle für Registrierkassen. Stand Januar 2024 ist die Version 2.3 aktuell und zu verwenden.
Die Kassensoftware muss dazu in der Lage sein, Daten im in dieser Spezifikation beschriebenen Format zu exportieren. Dabei entstehen mehrere CSV-Dateien, wobei nicht alle in der Spezifikation definierten Daten verpflichtend ausgegeben werden müssen. Welche Daten relevant sind, hängt von der jeweiligen Registrierkasse beziehungsweise PC-Kassensoftware ab und muss von dieser in einer XML-Datei spezifiziert werden.
Mittels dieser Daten und den aus der technischen Sicherheitseinrichtung exportierten Daten kann ein Kassenprüfer die ordnungsgemäße Führung der Kasse prüfen. Außerdem wurde mit diesem Format erstmals ein vom jeweiligen Registrierkassentyp unabhängiges Format definiert, das auch den Datenaustausch mit externer Software wie Buchhaltungsprogrammen erleichtern dürfte.